# Google Glass
Google Glass（グーグル グラス、GLΛSS）とはGoogleがProject Glassという研究開発プロジェクトで開発しているヘッドマウントディスプレイ(HMD)方式の拡張現実ウェアラブルコンピュータである。ユビキタスコンピューティングに向かってさらに一歩前進するために手に持つこと無くどこでもどんな時でもインターネットとコンピュータにアクセスできるようになっている。Google Glassはスマートフォンのような形式でハンズフリーに情報を表示し、自然言語音声コマンドでインターネットを使用することができるようになっている。OSはGoogleのAndroidを使用している。現在フレームに合うレンズが無いため、Googleはレイバン、ワービー・パーカーといったサングラスメーカーとの提携や消費者が試せるように小売店の開設を模索している。
GlassはGoogle X Labが開発しており、無人自動車のような他の未来的技術でも活用されている。またこのプロジェクトはプロジェクトリーダーでコンタクトレンズへのディスプレイ組み込みを担当している電子技術者のバーバク・パルヴィーズ、プロジェクトマネージャーかつ「ジオロケーション・スペシャリスト」のスティーブ・リー、Udacityの創設者で自動運転車のプロジェクトに携わっているセバスチアン・スランによってGoogle+上で発表された。GoogleはProject Glassの設計で特許を取得している。プロジェクトの技術・リードマネージャーはサド・スターナーが務めている。製品のインダストリアルデザイナーであるイザベル・オルソンはGlassのカラースキームなど数ある設計の決定を担当している。
2017年7月18日、グーグルの持ち株会社アルファベットは法人市場に特化した「グラス・エンタープライズ・エディション」を発表した。日本では2021年8月10日に販売された。
2023年3月15日をもって、Glass Enterprise Edition の販売終了が決定された。

## 開発

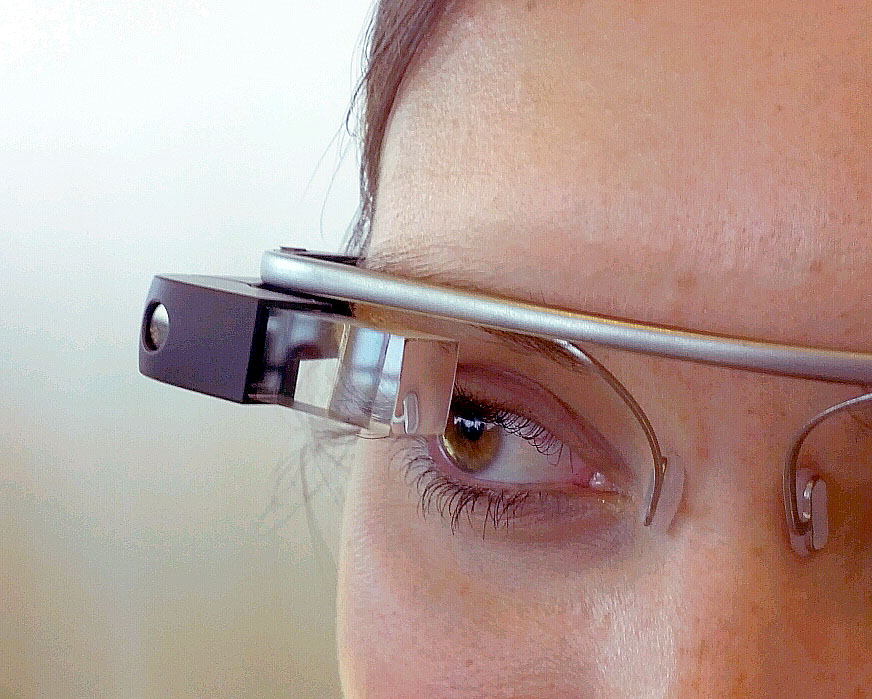
2012年6月開催のGoogle I/Oで展示されたGoogle Glassの試作機

拡張現実対応ディスプレイを頭部に装着するというアイデアは特別新しいものでなかった。しかし、このプロジェクトは主にGoogleが支援することや、従来のヘッドマウントディスプレイと比べて小さくスリムな試作機のデザインによってメディアの注目を集めた。Glass初の試作機は一般的な眼鏡と酷似していて、レンズはヘッドアップディスプレイに取って代わるものとなっており、2011年8月には8ポンドであったGlassの試作機の重量は、2013年2月までに平均的なサングラスより軽くなっている。将来、新しいデザインによって一般的なメガネにディスプレイを統合できるようになるとされている。
何人かのGoogle社員によると、Glassは当初、2012年の終わりに「現在のスマートフォン辺りの値段」で一般販売されると予測されていたが、他の報道ではその時期までの発売を予測していなかった。
アメリカ合衆国のテスターやGoogle I/O開発者にGlassのエクスプローラーエディションが1,500ドルで購入できるようになり、2013年早期に配達されることや、消費者向け端末は同年終わりにエクスプローラーエディションより安い値段で販売する予定だとなっている。
製品テストが始まったのは2012年4月からであり、セルゲイ・ブリンが同月5日にサンフランシスコで開催されたファウンデーション・ファイティング・ブラインドネスのイベントで装着した。同年5月、Glassのデモンストレーションの一環で装着者自身が720p HDによるビデオ録画をする拡張現実ディスプレイの機能をデモした最初のテスト映像が公開された。セルゲイ・ブリンはギャビン・ニューサム・ショーでもGlassの装着を披露し、カリフォルニア州副知事のギャビン・ニューサムもGlassを装着した。6月27日、Google I/Oにてデモンストレーションが行われスカイダイバー、懸垂下降者、マウンテンバイカーがGlassを装着し、装着者視点の映像がGoogle+ Hangoutへライブストリームされ、またGoogle I/Oのプレゼンテーションにも生出演した。2013年2月、GoogleはGlassの音声操作ディスプレイを使った様々なシチュエーションを装着者自身が撮影したデモムービーを公開した。

### エクスプローラープログラム
Glassエクスプローラープログラムという早期導入プログラムはGoogle Glassをテストする目的で開発者も消費者も参加できる上、Glassに対する需要を判断する材料にもなっている。2013年2月20日から27日まで一般向けにエントリーが受け付けられた。このプログラムではGlassを試してみたい人々の中で「大胆で創造的な人物」を探していたとしている。参加希望者はGoogle+かTwitterで#ifihadglassというハッシュタグを付けて50文字以下の文章を投稿したり、ニューヨーク、サンフランシスコ、ロサンゼルスで行われるいずれかのGoogle Glassイベントに参加し端末を受け取ることが条件だった。エクスプローラーエディションはWi-Fi、または、3Gや4GをAndroid端末かiPhoneを使ったBluetoothテザリング経由で使用することができる上、GPSチップも搭載されている。またエクスプローラーエディションの色にはチャコール、タンジェリン、シェール、コットン、スカイカラーがある。ユーザーは音声コマンドを発する時に最初に「ok glass」と言い、その後コマンドを言う。また端末の側面で指を使ってオプションをスクロールさせることもできる。また、容易にねじって取り外しができる交換可能なサングラスアクセサリーもある。プログラム開始後毎月Glassの計画がアップデートされる。
明確に端末を受け取ったとされる1人の参加者がGlassをeBayオークションに出品、端末価格である1,500ドルから16,000ドルに跳ね上がったが、出品者が所有を証明できなかったため成立すること無く削除された。

## 機能

### 写真とビデオ
Google Glassには写真撮影と720p HDビデオ録画機能がある、ビデオ撮影では目の上に録画ライトが表示されるが着用者には目立たないようになっている。

### Googleアプリケーション
GlassにはGoogle NowやGoogle マップといった多数の既存Googleアプリケーションが搭載され、天気予報が表示される予定である。

### 音声コマンド
Glassに搭載されている複数の機能は2013年2月に公開されたビデオで見ることができる。
| 機能                      | 音声入力                                        |
| ------------------------- | ----------------------------------------------- |
| ビデオ撮影                | "ok, glass, record a video."                    |
| 写真撮影                  | "ok, glass, take a picture."                    |
| Google+ハングアウトの開始 | "ok, glass, hang out with [person/circle]."     |
| 検索                      | "ok, glass, google [search query]."             |
| 画像検索                  | "ok, glass, google photos of [search query]."   |
| 翻訳                      | "ok, glass, say [text] in [language]."          |
| 道案内                    | "ok, glass, give directions to [search query]." |
| Google Nowの使用          | "ok, glass, [question]."                        |
| メッセージ送信            | "ok, glass, send a message to [name]."          |
| 天気予報表示              | 不明                                            |

## 評価
眼鏡としての機能やミニマリストな外観（βチタン製の帯に2つの鼻パッド）は「Glass」もしくは「Digital Eye Glass」として知られるスティーブ・マンのEyeTapと比較されるが、Google Glassは第4世代グラスのEyeTapと比べて第1世代グラスである。マンによれば、両デバイスも2サイドのサーベイランスとスーベイランスを導入したことでプライバシーと秘密両方に影響を与えているとしている。
プライバシー侵害への懸念が提起されており、公共の場でプライバシは保証されないとは言うものの、プライバシー代弁者は人々が眼鏡を装着することで顔認識機能を使って公共の場で他人を識別したり、気づかれないようにプライベートな会話を録音し放送することが無いかを懸念している。
Googleのエリック・シュミット会長がケンブリッジ大学を訪れた時に、ウルフソン校教授のジョン・ノートンは、ハードウェアとネットワークの先駆者であるダグラス・エンゲルバートの業績と比較しながら、Glassを賞賛した。ノートンは、エンゲルバートが「マシンは、その可能性をすべて見せてくれるだろうが、そうなれば、人間は解放されて、人間とマシンによる可能性をすべて見せることができる。」と信じていたと述べている。
デザイナーのダイアン・フォン・フュルステンベルクが2012年春のニューヨーク・コレクションでのファッションとしてモデルがGoogle Glassを装着してランウェイを歩いて観客を撮影する演出を行った。
2012年11月、Glassはタイム誌による「Best Inventions of the Year 2012」の1つにキュリオシティローバーと共に選出された。
2015年1月、GoogleはGlassの一般消費者向けの販売を中止し、今後はB2B製品としての販売を検討していくことを発表した。前述のプライバシー問題により、バーやカジノなどでの利用が拒否されたのに加え、安全性への懸念から運転中の着用禁止が検討されるなど、社会的な問題が克服できなかったことが理由ではないかと推測されている。